# Phthirostenus magnus
Phthirostenus magnus är en insektsart som först beskrevs av Woodward 1956.  Phthirostenus magnus ingår i släktet Phthirostenus och familjen Enicocephalidae. Inga underarter finns listade i Catalogue of Life.